# Leroy Williams
Leroy Williams (* 3. Februar 1937 in Chicago, Illinois; † 2. Juni 2022) war ein US-amerikanischer Jazz-Schlagzeuger.

## Leben und Karriere
Williams, 1937 in Chicago geboren, erlernte das Schlagzeugspiel weitgehend autodidaktisch, war aber einige Monate Schüler von Oliver Coleman.  Er arbeitete in seiner Heimatstadt mit Wilbur Ware, Eddie Harris, Jack DeJohnette und Judy Roberts. 1967 ging er nach New York City. Hier wurde er bald zum gefragten Partner namhafter Musiker wie Sonny Rollins, Thelonious Monk, Dizzy Gillespie, Stan Getz, Woody Shaw, Pepper Adams, Sonny Stitt, James Moody, Ray Bryant und Andrew Hill, mit denen er zahlreiche Alben einspielte und Tourneen durch die USA, Europa, Japan und in Afrika unternahm.
Ab 1968 war er regelmäßiger Partner von Barry Harris, seit 1980 von Richard Wyands. In den 1980er Jahren bildete er mit Art Davis die Rhythmusgruppe für den Pianisten Tommy Flanagan. 2004 erschien sein erstes Album als Bandleader, Time is..., mit dem Leroy Williams Quartet. In seinen späteren Jahren war er Mitglied im Warren Vaché-John Allred Quintet (Jubilation – In Bern Switzerland at Marians Jazzroom).